# Dustin Corea
Dustin Clifman Corea Garay (født 21. marts 1992 i Los Angeles) er en amerikansk-født fodboldspiller fra El Salvador, der spiller i den canadiske klub FC Edmonton. Han har spillet for den danske klub Skive IK 2013-14. Corea har pas fra både USA og El Salvador, og han spiller på El Salvadors landshold.

## Klubber
Corea begyndte at spille fodbold som 4-årig. I 2006 startede Corea på Milwaukie High School hvor han også spillede på klubbens fodboldhold, ligesom han sideløbende spillede for det lokale hold East Side United FC. Han afsluttede opholdet på High School i 2010.
I foråret 2010 var Dustin Corea til prøvetræninger hos de europæiske klubber Juventus, Fiorentina, Palermo og Club Brügge, dog uden at dette blev til permanente kontrakter.
Dustin Corea tog i starten af april 2011 til prøvetræning hos den danske klub Vejle Boldklub. Men under Coreas ophold i Vejle blev klubbens træner Mats Gren fyret, og klubben valgte derfor at stille alle til- og afgange af spillere i bero, og Corea rejste derefter fra klubben uden en kontrakt.
Efter opholdet i Vejle tog Corea til El Salvador, hvor han underskrev en seks måneders aftale med klubben C.D. Atlético Marte gældende fra 13. juli 2011. I kontrakten var en klausul der gjorde at spillere frit kunne rejse, hvis en europæisk klub ville have spilleren. Det blev kun til 25 minutters optræden for Corea i Marte trøjen, inden at han forlod klubben til fordel for dansk fodbold.

### Blokhus FC
Den danske klub Blokhus FC der i sommeren 2011 var rykket op i 1. division, inviterede i juli Corea til prøvetræning og deltagelse i en testkamp. Klubbens træner Søren Kusk valgte efterfølgende at der skulle tilbydes Corea en kontrakt med klubben. Parterne blev enige om en kontrakt der var gældende indtil 31. december samme år, samtidig med at spilleren skulle gå på Nordjyllands Idrætshøjskole i Brønderslev.
I den første halvdel af sæsonen 2011-12 spillede Corea ti kampe og scorede ét mål for Blokhus FC. Det første mål blev scoret den 30. oktober 2011, da han i 92' minut reducerede til 2-3 i hjemmekampen mod FC Vestsjælland. I slutningen af november samme år forlængede klubben og spilleren aftalen, så den nu var gældende indtil 30. juni 2012.

### Jönköpings Södra IF
Efter opholdet i Blokhus, skiftede Corea i juli 2012 til den svenske klub Jönköpings Södra IF, der på daværende tidspunkt var placeret på 9. pladsen i landets næstebedste række Superettan.

### Skive IK
I starten af 2013 skrev Corea under på en halv-årig lejeaftale med 1. divisionsklubben Skive IK. Allerede halvanden måned senere blev aftalen vekslet til en permanent fuldtidskontrakt frem til udgangen af 2015. I 2014 blev han ramt af en alvorlig fodskade, der endte med at føre til, at han fik ophævet kontrakten med klubben i begyndelsen af efteråret samme år.

### Tilbage i Amerika
Efter at være kommet sig over sin skade fik Corea kontrakt med den salvadorianske mesterklub C.D. FAS. Efter blot et halvt år her skiftede han videre til canadiske FC Edmonton, der spiller på næsthøjeste niveau i Nordamerika.

## Landshold
I årene 2008 og 2009 spillede Dustin Corea i alt 27 kampe og scorede 15 mål for USAs U-17 landshold. Dette skete primært i forbindelse med turneringen CONCACAF U-17 Championship, der talte som kvalifikation til FIFA U-17 World Cup 2009.
Efter tilladelse fra det internationale forbund FIFA, fik Corea i 2011 lov til at repræsentere El Salvador på de forskellige landshold. Forinden havde han i 2010 spillet fire kampe for landets U-20 landshold.
Den 14. marts 2013 blev Corea for første gang udtaget til El Salvadors A-landshold til en træningskamp mod Ecuador. Men udtagelsen til landsholdet er Corea den første Skive IK-spiller der nogensinde bliver udtaget til et A-landshold.